# 260 هـ
260 هـ هي سنة في التقويم الهجري امتدت مقابلةً في التقويم الميلادي بين سنتي 873 و874.

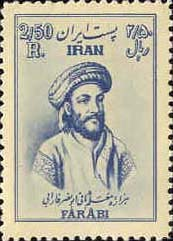
أبو نصر محمد الفارابي

## مواليد
- أبو الحسن الأشعري
- أبو نصر محمد الفارابي
- الطبراني
- أبو بكر الشافعي
- الحسين بن حمدان الخصيبي

## وفيات
- أبو بكر الأثرم
- الحسن بن محمد الزعفراني
- الماهاني
- يحيى بن إبراهيم بن مزين
- حنين بن إسحاق العبادي.
- الحسن العسكري، أحد الأئمة الإثنى عشر لدى الشيعة.